# Айторф
Айторф (нем. Eitorf) — община в Германии, в земле Северный Рейн-Вестфалия.
Подчиняется административному округу Кёльн. Входит в состав района Рейн-Зиг. Население составляет 18 585 человек (на 31 декабря 2013 года). Занимает площадь 69,9 км².

## География

### Географическое положение
Айторф расположен в среднем течении реки Зиг между горными массивами Бергишская страна и Вестервальд, в 25 км восточнее Бонна и 50 км юго-восточнее Кёльна. На севере коммуна (община) Айторф граничит с общиной Руппихтерот (Ruppichteroth), на востоке с общиной Виндек (Windeck), на юге с вестервальдскими общинами Асбах (Asbach) и Буххольц (Buchholz), а также общиной Кирхайб (Kircheib) земли Рейнланд-Пфальц. На западе Айторф граничит с городом Хеннеф (Hennef).
Южную часть Айторфа разделяет ручей Айпбах, впадающий в Зиг, название которого нашло отражение в таких топонимах, как Айпдорф, Мюльайп и Оберайп. Естественной границей с городом Хеннеф является ручей Крабах, также впадающий с юга в Зиг. А с севере в Зиг на территории общины впадают ручьи Оттерсбах и Шмельцбах.
Высшей точкой Айторфа является вершина Высокий Шаден (Hoher Schaden) с отметкой 388 м. Несколько ниже горы Хуршт (Hurst), Кюпп (Küpp) (234 м), Рихардсберг (Richardsberg) (312 м) и Хоэнштайн (Höhensteine) (240 м).

### Современное деление на сельские округа
Кроме собственно Айторфа, насчитывающего 9980 жителей, коммуна подразделяется на 57 сельских округов.

Некоторые из сельских округов
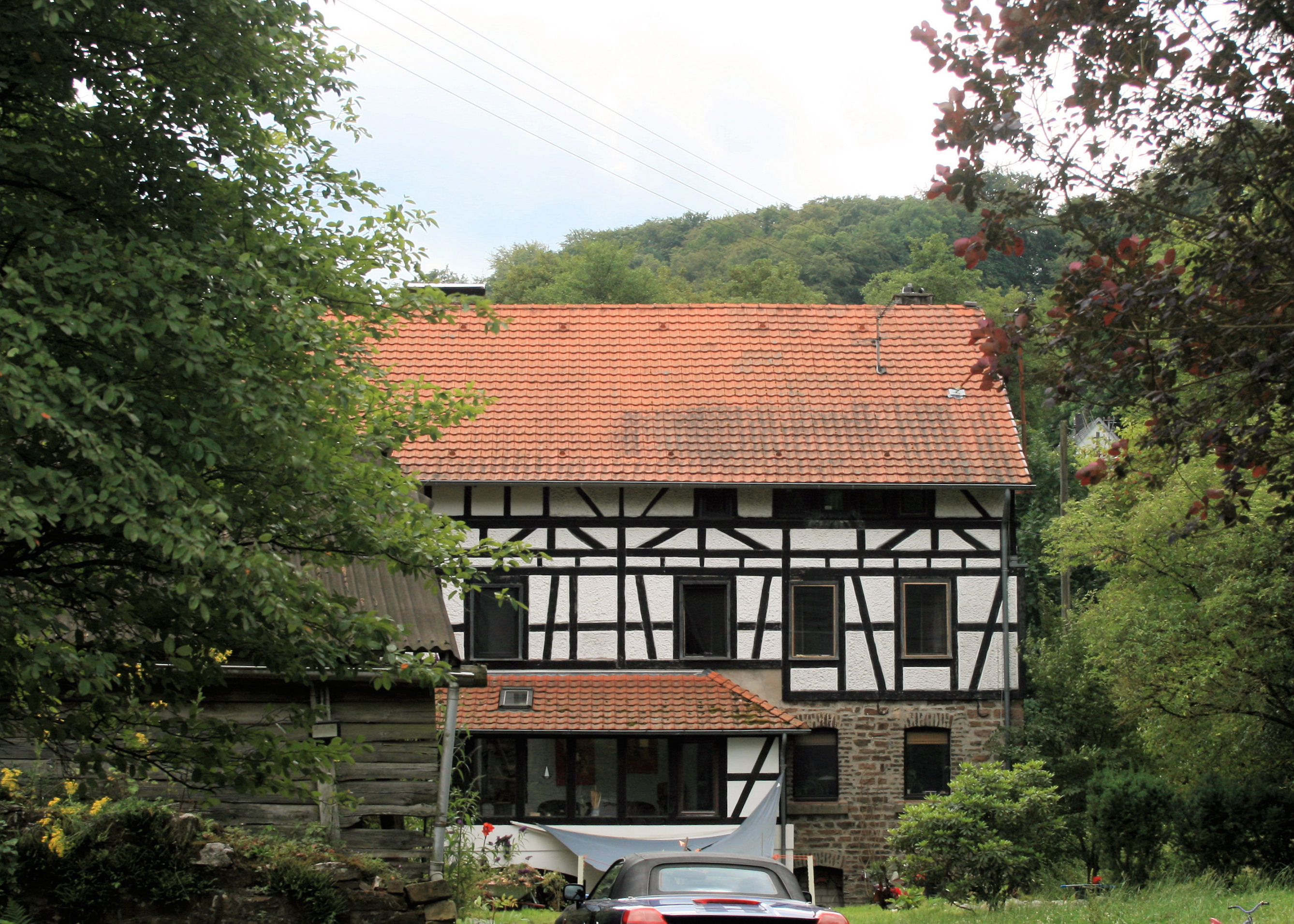
Бах
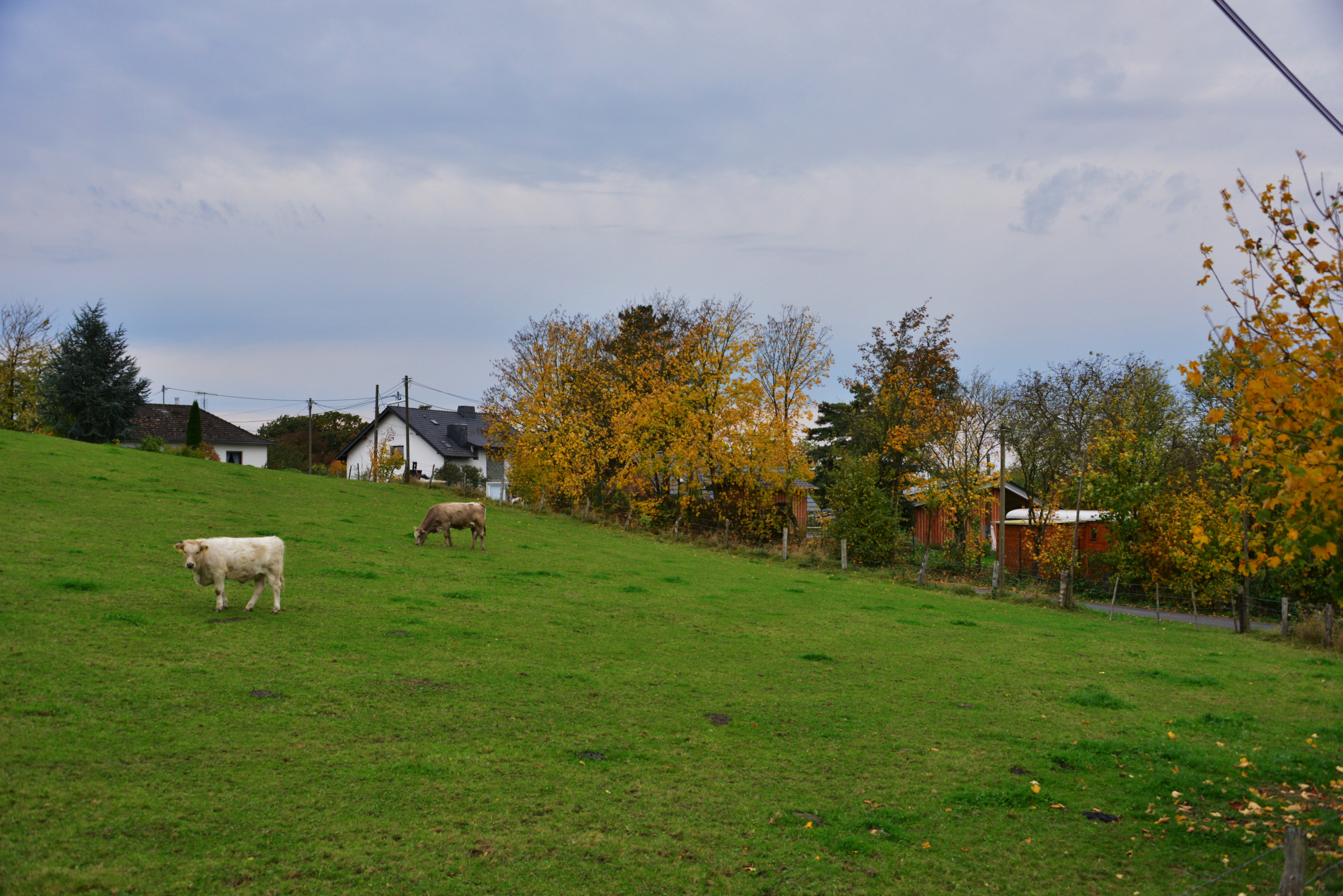
Баленбах
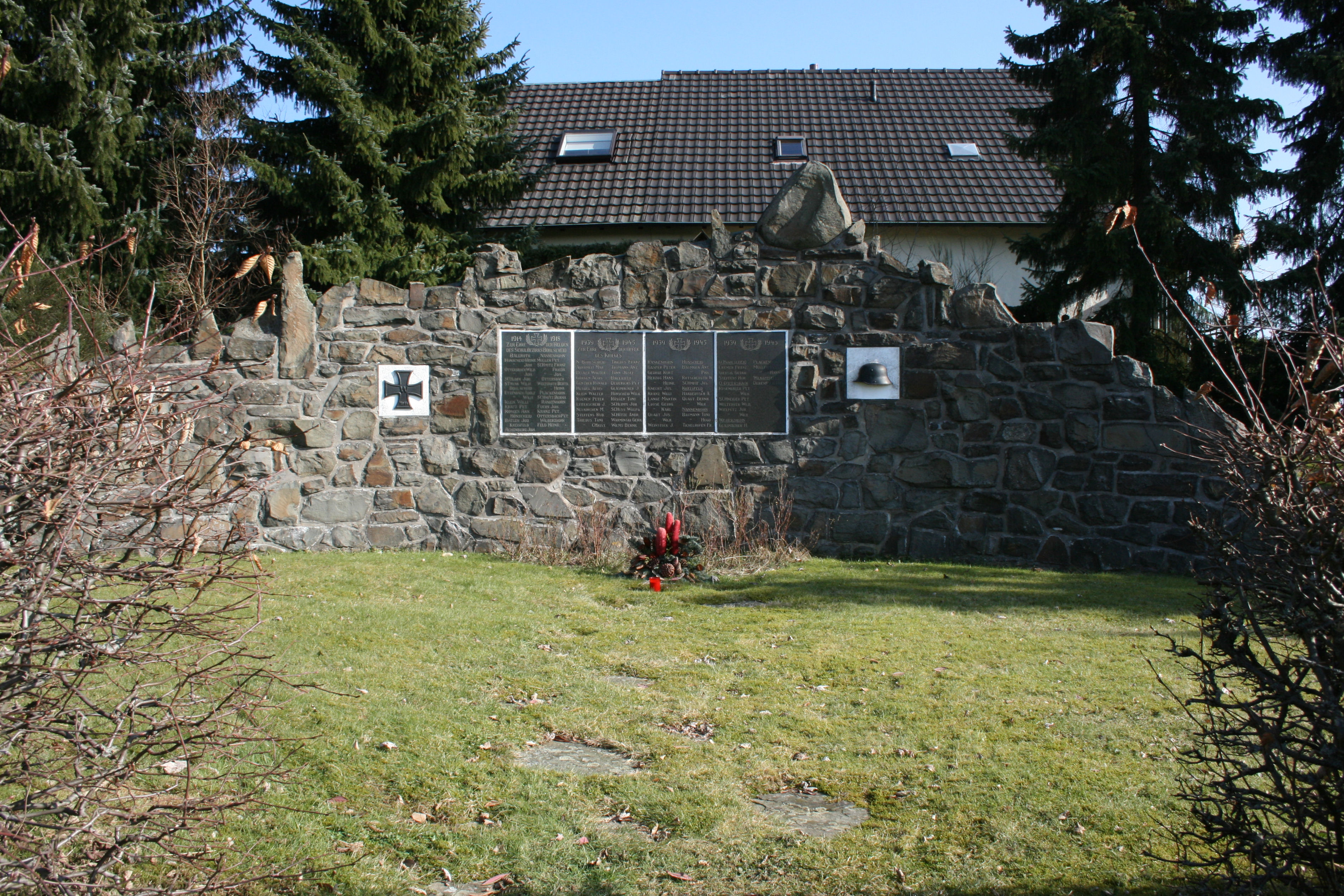
Большайд
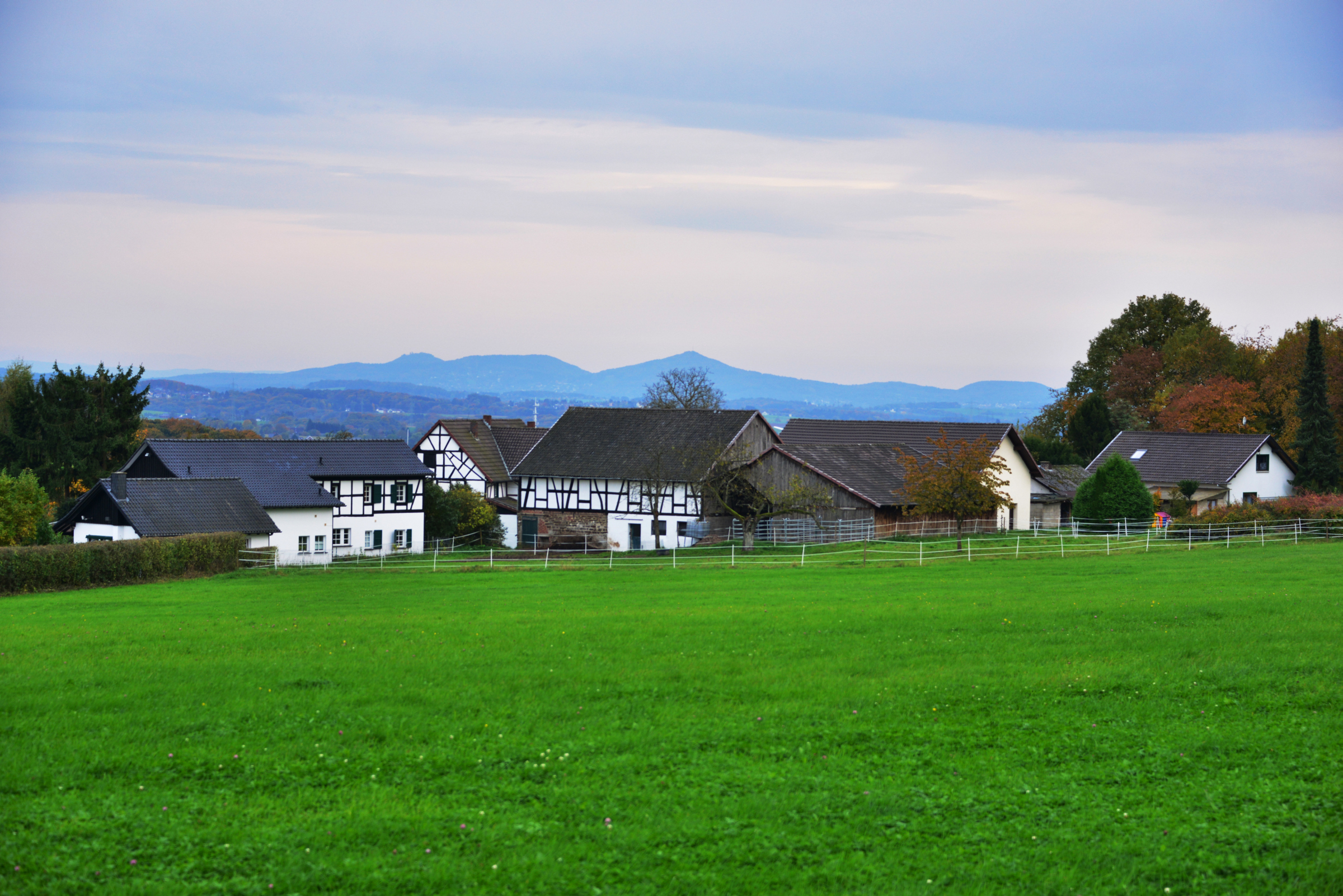
Брух
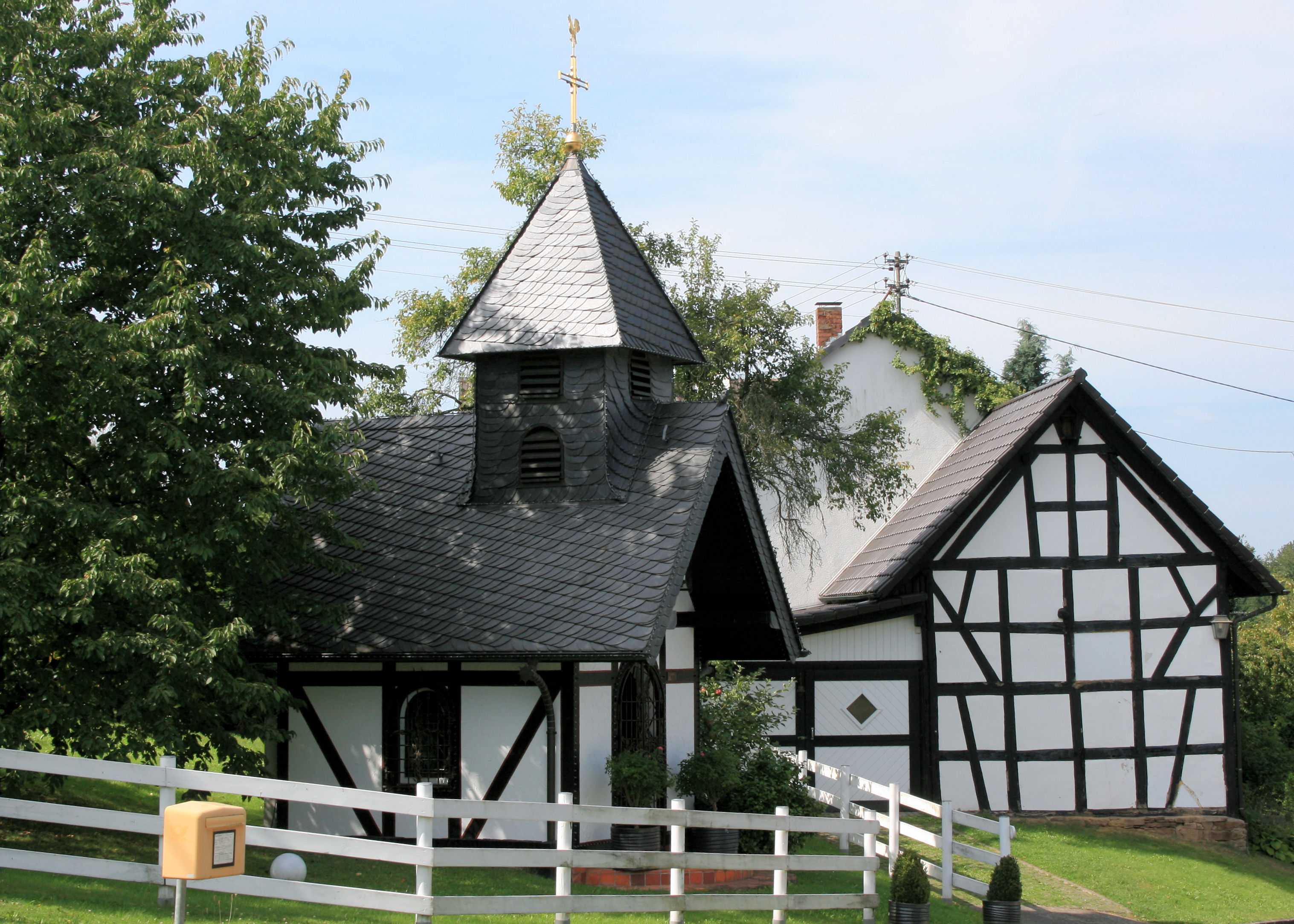
Бюш
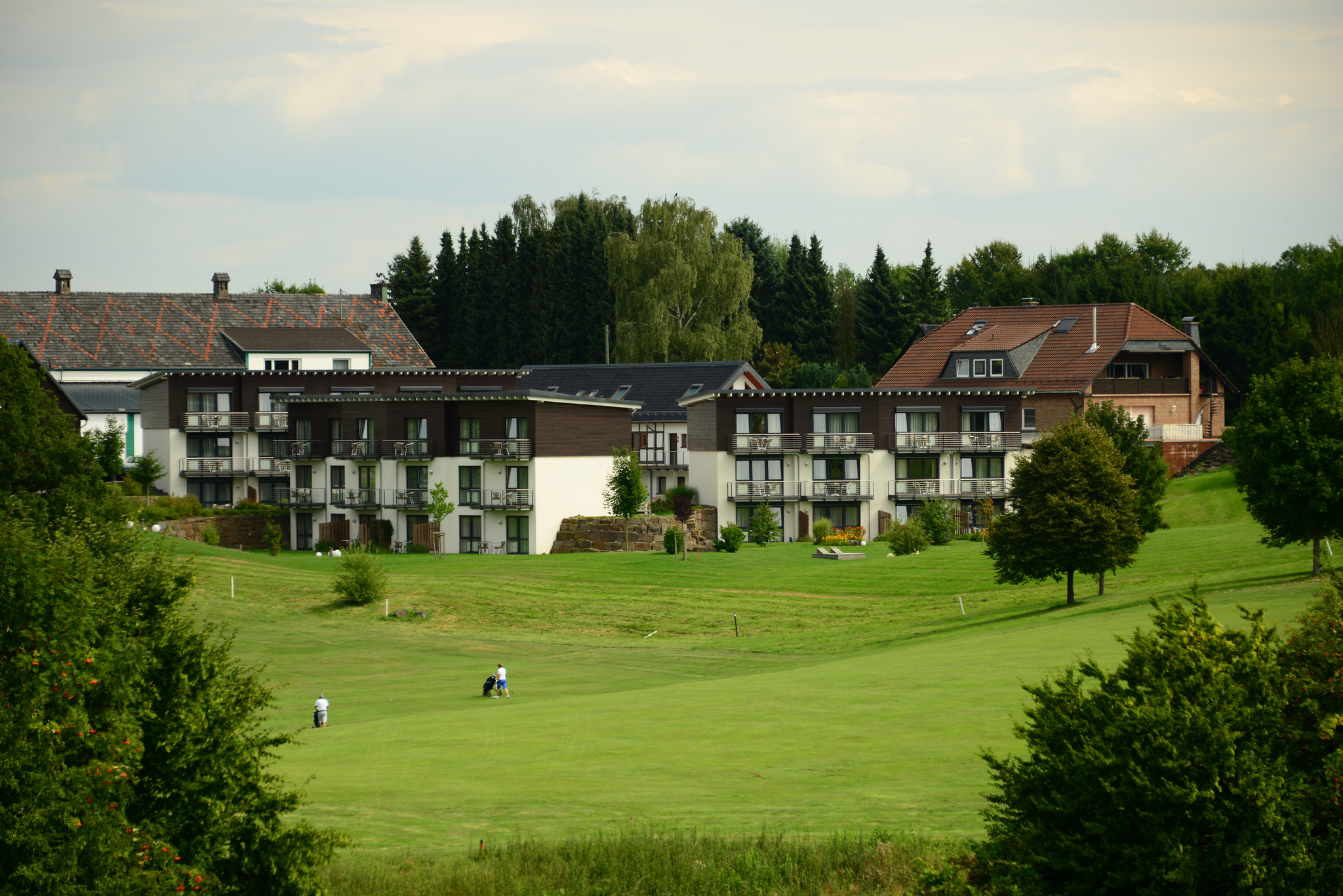
Хеккерхоф
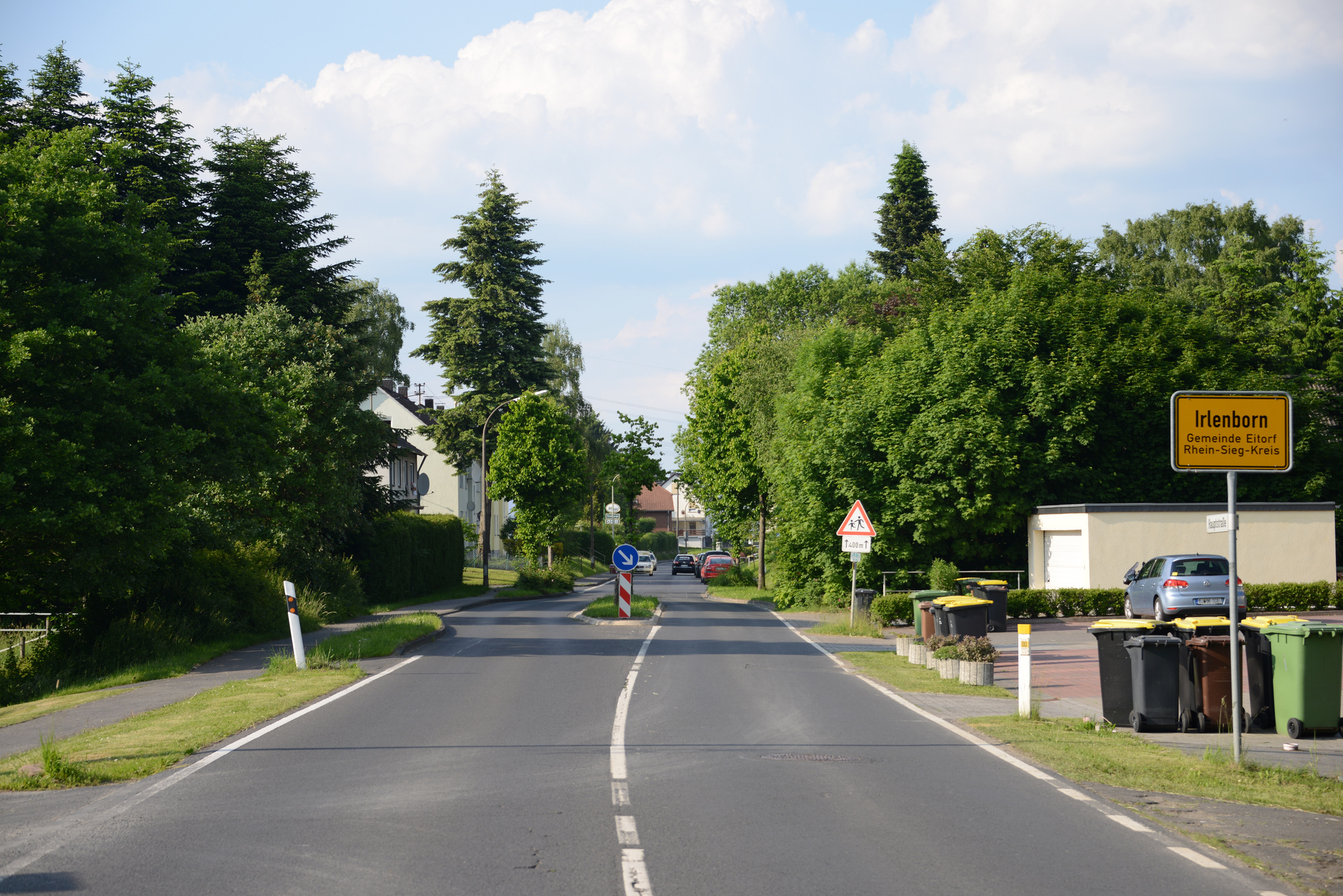
Ирленборн
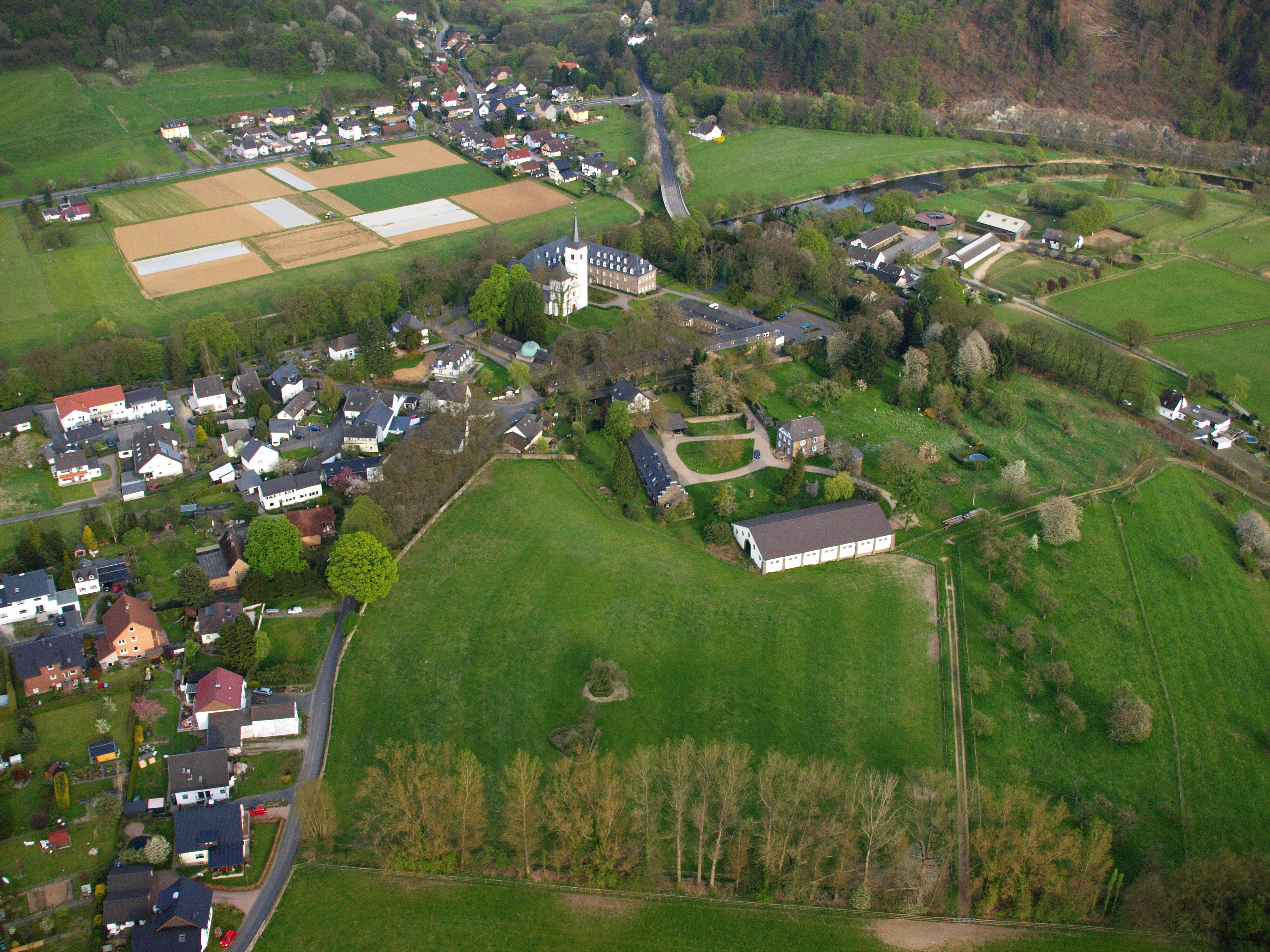
Мертен

- Альценбах (Alzenbach)
- Баленбах (Balenbach)
- Балерот (Baleroth)
- Баумхоф (Baumhof)
- Бах (Bach)
- Битце (Bitze)
- Блюменхоф (Blumenhof)
- Большайд (Bohlscheid)
- Брух (Bruch)
- Бюш (Büsch)
- Бюш бай Мертен (Büsch bei Merten)
- Вайден (Weiden)
- Вассак (Wassack)
- Вельтероде (Welterode)
- Вильберцхон (Wilbertzhohn)
- Вилькомсфельд (Wilkomsfeld)
- Дикерсбах (Dickersbach)
- Зибигтерот (Siebigteroth)
- Ирленборн (Irlenborn)
- Йозефсхое (Josefshöhe)
- Кезберг (Käsberg)
- Келенбах (Kehlenbach)
- Кёттинген (Köttingen)
- Койенхоф-Хофе (Keuenhof-Hove)
- Крайзфельд (Kreisfeld)
- Лайе (Leye)
- Лашайд (Lascheid)
- Линдшайд (Lindscheid)
- Люцгенауэль (Lützgenauel)
- Мертен (Merten)
- Миршайд (Mierscheid)
- Миттельоттерсбах (Mittelottersbach)
- Мюльайп (Mühleip)
- Наненхон (Nannenhohn)
- Ненсберг (Nennsberg)
- Нидероттерсбах (Niederottersbach)
- Обенрот (Obenroth)
- Оберайп (Obereip)
- Оберайпер Мюле (Obereiper Mühle)
- Обероттерсбах (Oberottersbach)
- Плаккенхон (Plackenhohn)
- Ранкенхон (Rankenhohn)
- Рихардсхон (Richardshohn)
- Роддер (Rodder)
- Розенталь (Rosenthal)
- Хальфт (Halft)
- Хатцфельд (Hatzfeld)
- Хаузен (Hausen)
- Хекке (Hecke)
- Хеккерхоф (Heckerhof)
- Хёншайд (Hönscheid)
- Хон (Hohn)
- Шайдсбах (Scheidsbach)
- Шеленбрух (Schellenbruch)
- Шельберг (Schellberg)
- Шмельце (Schmelze)
- Штайн (Stein)

### Исторические сельские округа
Ранее в состав коммуны входили следующие округа:
- Бонхоф (Bonhof) — ликвидирован.
- Брассхоф (Brasshof) — позже Бурауэль.
- Брёлерхоф (Brölerhof) — ликвидирован.
- Бурауэль (Bourauel) — ныне в собственно Айторфе.
- Бух/Бюхенхоф (Buch/Bücherhof) — ликвидирован.
- Дельборн (Delborn) — ликвидирован.
- Дриш (Driesch) — ныне Вассак.
- Форст (Forst) — ныне Битце.
- Эрленбах (Erlenbach) — позже Хармоние.

## Население
| Год  | Численность | Численность |
| ---- | ----------- | ----------- |
| 1975 | 14 766      | [ 3 ]       |
| 2017 | 18 671      | [ 1 ]       |
| 2019 | 18 727      | [ 4 ]       |
| 2021 | 18 751      | [ 5 ]       |
| 2022 | 19 132      | [ 6 ]       |
| 2023 | 19 269      | [ 2 ]       |